# Cystron
Cystron, cistron − gen spełniający funkcję biochemiczną, którego ekspresja prowadzi do powstania pojedynczego łańcucha polipeptydowego.
Cystron składa się z kilku tysięcy par zasad; może zostać podzielony na mniejsze części.